# Olav Aspesæter
Trygve Olav Aspesæter, född 3 september 1907 i Vardal, Kristians amt, död 1994, var en norsk landskapsarkitekt.
Aspesæter, som var son till Carl G. Aspesæter och Hanna Topp, studerade vid Statens hagebruksskole på Dømmesmoen vid Grimstad 1930 och blev trädgårdskandidat vid Norges Landbrugshøgskole 1934. Han studerade vid Institut für Gartengestaltung der Universität Berlin 1935 och företog studieresor till en rad europeiska länder. Han blev fylkesträdgårdsmästarassistent i Hedmark fylke 1935, trädgårdsarkitekt i Oslo parkväsende 1936, stadsträdgårdsmästare i Bergen 1940 och professor i trädgårdskonst vid Norges Landbrugshøgskole 1954. Han var direktör för kontoret för park- och idrottsanläggningar i Oslo kommun från 1964, medlem Grand Council i International Federation of Landscape Architects från 1955, vicepresident 1962, president från 1969, treasurer och medlem av arbetsutskottet från 1967. Han skrev en del fackböcker och artiklar i norsk fackpress. Han var medlem av och sakkunnig i en rad kommittéer och utskott i Norge och utlandet.